# Charles Lyell

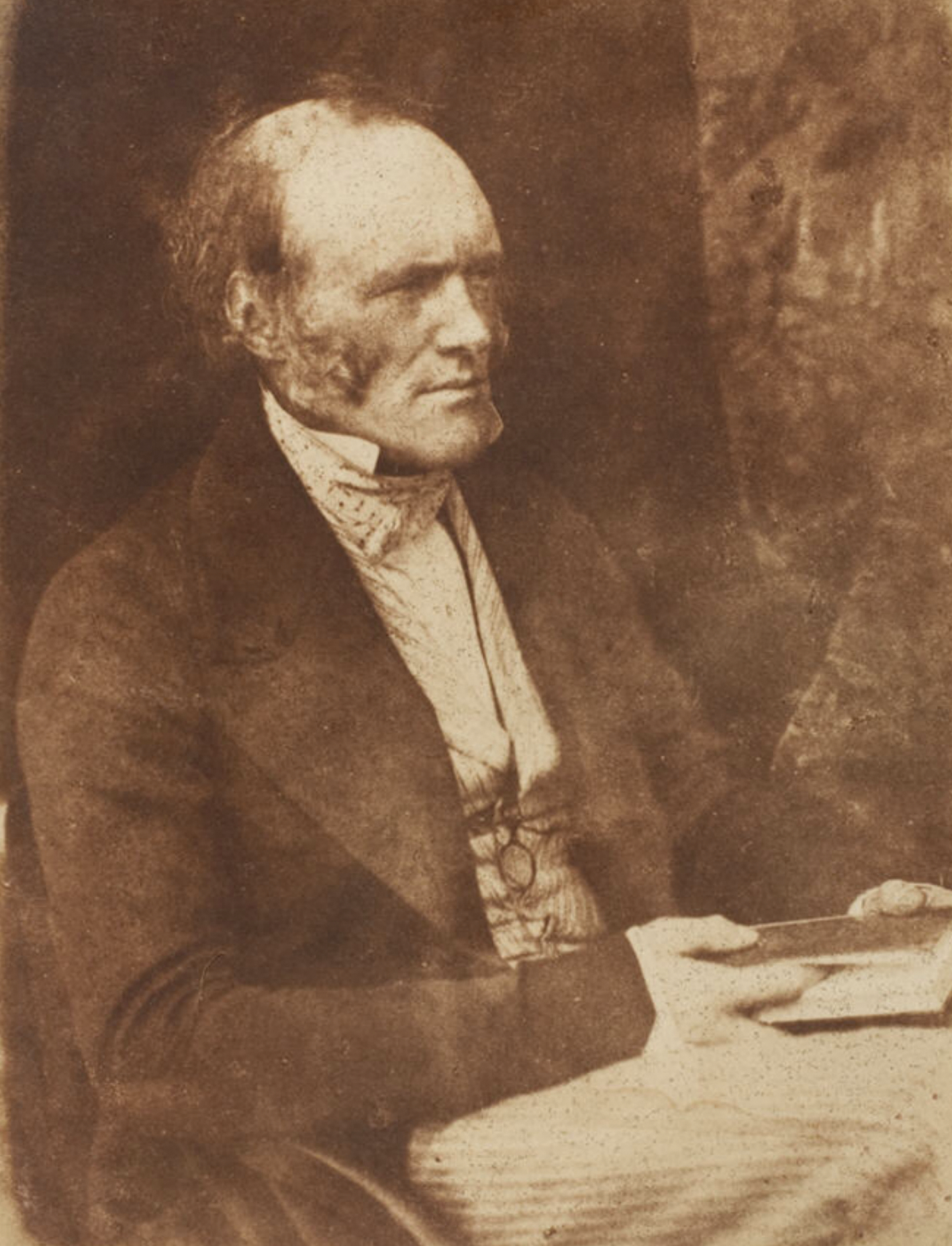
Sir Charles Lyell

Charles Lyell (n. 14 noiembrie 1797, Angus, Scoția, Regatul Marii Britanii – d. 22 februarie 1875, Londra, Regatul Unit al Marii Britanii și Irlandei) a fost un important avocat și geolog englez. Ca geolog, este autorul lucrării Principiile Geologiei, care populariza ideea uniformitarianismului, conform căreia Pământul a fost format de niște forțe cu acțiune lentă, care există și astăzi. A fost născut în Scoția în familia unui botanist și a murit la Londra, iar Charles Darwin a fost un prieten apropiat al lui, pe care l-a influențat destul de mult.

## Legături externe
- Lucrări de Charles Lyell la Proiectul Gutenberg
- Lucrări de Charles Lyell la LibriVox (cărți audio aflate în domeniul public)
- Opere de sau despre Charles Lyell la Internet Archive
- Principles of Geology 1st edition at ESP.
- Principles of Geology Arhivat în 24 februarie 2020, la Wayback Machine. (7th edition, 1847) from Linda Hall Library